# Vlag van Urmond

Vlag van de gemeente Urmond
(1961-1982)

De vlag van Urmond is op 30 november 1961 bij raadsbesluit vastgesteld als de gemeentelijke vlag van de gemeente Urmond in de Nederlandse provincie Limburg. Sinds 1 januari 1982 is de vlag niet langer als gemeentevlag in gebruik nadat de gemeente Urmond opging in de gemeente Stein. De vlag kan als volgt worden beschreven:
Drie banen van blauw, geel en blauw met een hoogteverhouding 1:6:1; op het midden van de gele baan een zwarte klimmende leeuw met rode tong en rode nagels, met een hoogte van 7/10 van de vlaghoogte.
De kleuren en de leeuw zijn ontleend aan het gemeentewapen. In plaats van een keper zijn boven en onder de leeuw van Gulik twee smalle blauwe banen geplaatst.

## Verwante afbeelding

Wapen van Urmond

Ambt Montfort 
· Amby 
· Arcen en Velden 
· Baexem 
· Beegden 
· Belfeld 
· Bemelen 
· Berg en Terblijt 
· Bocholtz 
· Born 
· Broekhuizen 
· Cadier en Keer 
· Echt 
· Eijsden 
· Elsloo 
· Eygelshoven 
· Geleen 
· Grathem 
· Grubbenvorst 
· Haelen 
· Heel 
· Heel en Panheel 
· Heer 
· Helden 
· Herten
· Heythuysen 
· Hoensbroek 
· Horn 
· Horst 
· Hulsberg 
· Hunsel 
· Kessel 
· Klimmen 
· Limbricht 
· Linne 
· Maasbracht 
· Maasbree 
· Margraten 
· Meerlo-Wanssum 
· Meijel 
· Melick en Herkenbosch 
· Montfort 
· Munstergeleen 
· Neer 
· Nieuwenhagen 
· Nieuwstadt 
· Nuth 
· Ohé en Laak 
· Onderbanken 
· Ottersum 
· Posterholt 
· Roggel 
· Roggel en Neer 
· Schaesberg 
· Schinnen 
· Sevenum 
· Sint Odiliënberg 
· Sittard 
· Stevensweert 
· Stramproy 
· Susteren 
· Swalmen 
· Tegelen 
· Thorn 
· Ubach over Worms 
· Ulestraten 
· Urmond 
· Valkenburg-Houthem 
· Vlodrop 
· Wessem 
· Wittem